# Tombolo (merletto)

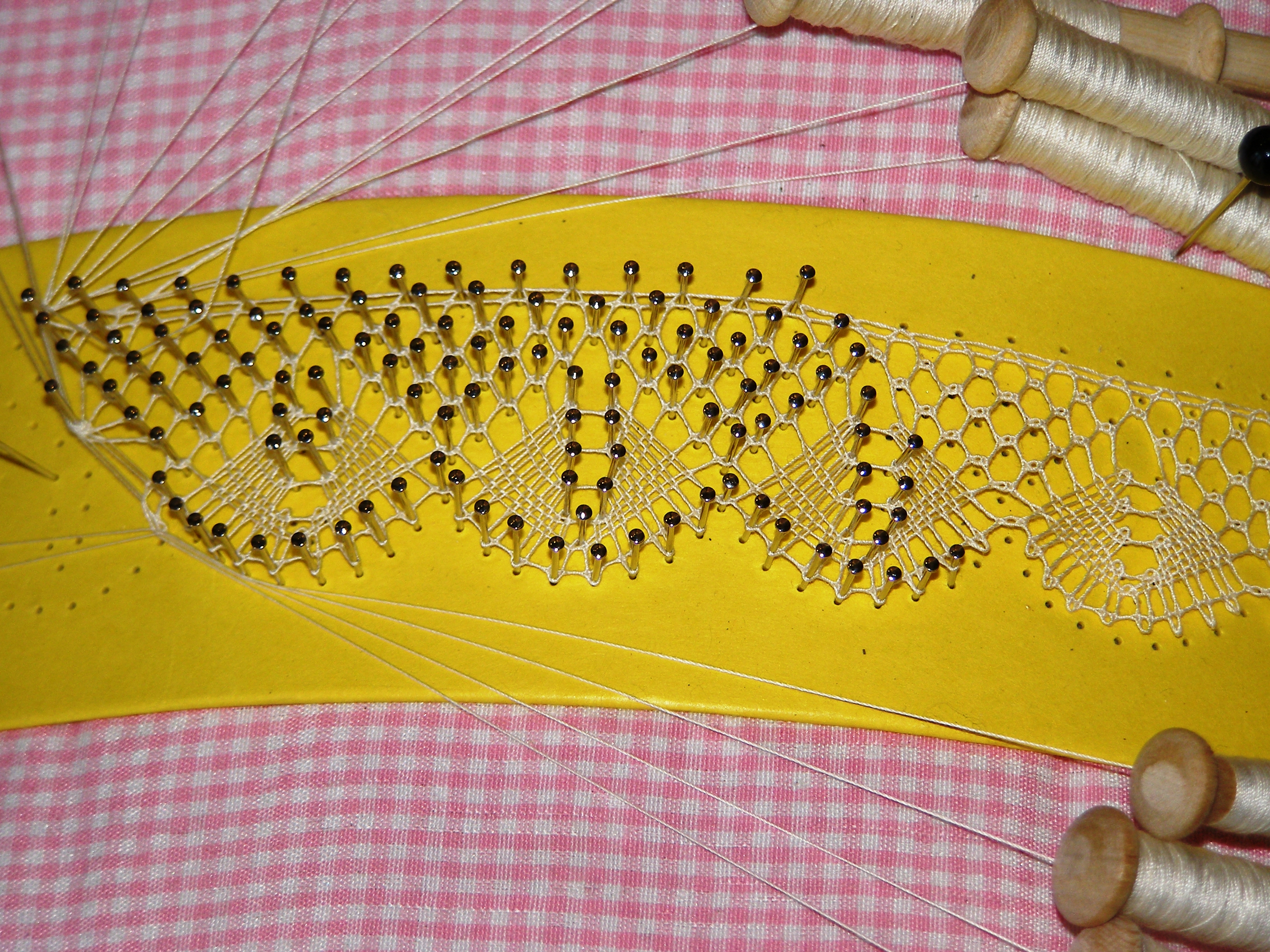
Lavorazione del merletto a tombolo

Il merletto a tombolo è un pizzo fatto a mano che viene realizzato in tutte le parti d'Italia. Con il termine tombolo si indicano sia il merletto in sé che lo strumento usato per realizzarlo.
Il pizzo viene realizzato con filo di cotone, lino, seta, lana o fibre sintetiche.
Il tombolo è un cuscino di forma cilindrica o di una calotta sferica (come la lavorazione a Sansepolcro e in molti paesi d'Europa). Inoltre ne esistono tipi specifici per diverse tecniche di merletto.

## Tecnica

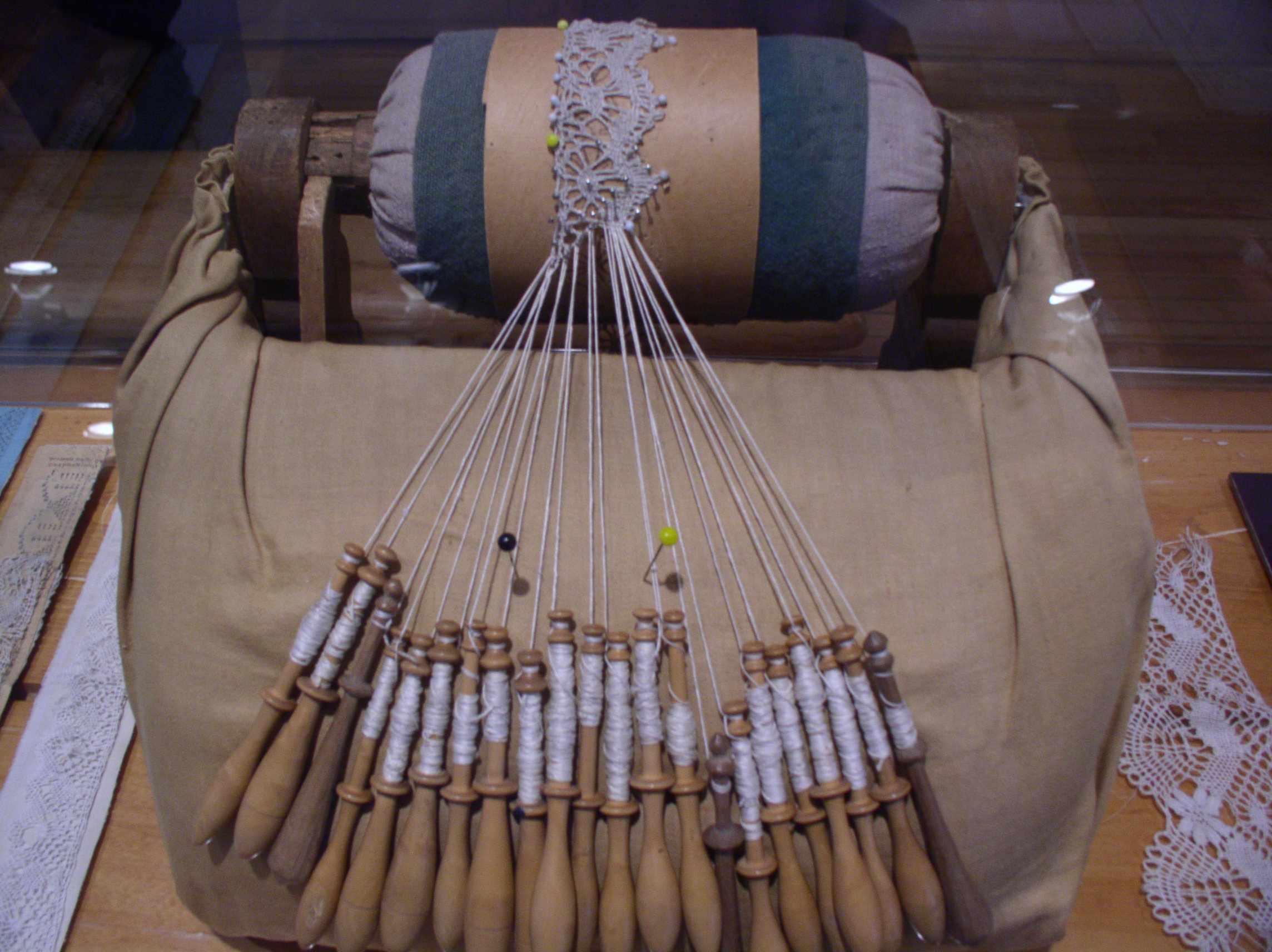
Il tombolo

Sul supporto viene fissato, con degli spilli, il foglio con il disegno del merletto. Si utilizzano come strumenti delle coppie di bastoncini detti fuselli attorno ai quali viene avvolto il filo necessario alla lavorazione. I fuselli usati nelle realizzazioni più complesse possono essere anche un centinaio, mentre per quelle più semplici bastano poche coppie, ma ciò dipende anche dalla tecnica.
Nella lavorazione con la tecnica detta "a fili continui" (es. Torchon, Flanders) servono tanti più fuselli quanto più è largo il merletto, mentre in quella detta "pizzo a nastrino" (es. Cantù, Vologda, Idrija, Gorizia) bastano poche coppie, che possono però girovagare per tutto il disegno, componendo anche merletti di grandi dimensioni.
La lavorazione a tombolo consiste essenzialmente di due movimenti (incrocio e girata) e tre punti (mezzo punto, punto tela e punto intero). Si possono anche effettuare piccole "tessiture" per formare fogliette, quadratini, triangoli e mezzelune.
Alla fine del lavoro, il pizzo è staccato dai punti di supporto, e può essere fissato a una stoffa o utilizzato così come è, a seconda della sua grandezza.
In funzione delle dimensioni del filato, il merletto risulta più o meno pregiato e raffinato.

## Tipi di merletti a tombolo

### Slovenia
- Merletto di Idria (Idria)

### Estonia
- Tombolo di Haapsalu (Haapsalu)

### Croazia
- Merletto di Lepoglava (Lepoglava)
- Merletto di Pago (Pago)

### Italia
- Tombolo di Burano (Burano, Venezia)
- Dentelles (Cogne, Valle d'Aosta)
- Merletto goriziano (Gorizia, Friuli-Venezia Giulia)
- Pizzo al tombolo di Predoi (Predoi, Trentino-Alto Adige)
- Pizzo di Cantù (Cantù, Lombardia)
- Tombolo aquilano (L'Aquila, Abruzzo)
- Tombolo di Isernia (Isernia, Molise)
- Tombolo di Mirabella Imbaccari (Mirabella Imbaccari, Sicilia)[1]
- Tombolo di Offida (Offida, Marche)
- Merletto di Pescocostanzo (Pescocostanzo, Abruzzo)
- Tombolo a Pozzuoli (Pozzuoli, Campania)[2]
- Tombolo di Scanno (Scanno, L'Aquila)   [3]
- Tombolo di Rapallo (Rapallo, Liguria)
- Tombolo di Santa Paolina (Santa Paolina, Campania)
- Tombolo di Pitelli  (Pitelli, Liguria)
- Tombolo di Tavenna (Tavenna, Molise)